# واهان زادیکیان
واهان میاسنیکی زادیکیان (Վահան Մյասնիկի Զատիկյան؛ زادهٔ ۲۲ اکتبر ۱۹۵۶ - درگذشته ۸ اکتبر ۱۹۹۹) یک عکاس و سیاستمدار اهل ارمنستان بود که از تاریخ ۱۹۹۵ تا تاریخ ۱۹۹۹ سمت نمایندگی دوره اول مجلس ملی جمهوری ارمنستان را برعهده داشت.

## زندگی‌نامه
در ۲۲ اکتبر ۱۹۵۶ در آخالکالاک به دنیا آمد و از انستیتو دولتی فرهنگ سلامت و ورزش پرورش اندام ارمنستان فارغ‌التحصیل شد. وارازدات زادیکیان برادر کوچکتر وی بود.  وی در ۸ اکتبر ۱۹۹۹ در سن ۴۲ سالگی در ایروان درگذشت و در یرابلور به خاک سپرده شد.

## نگارخانه

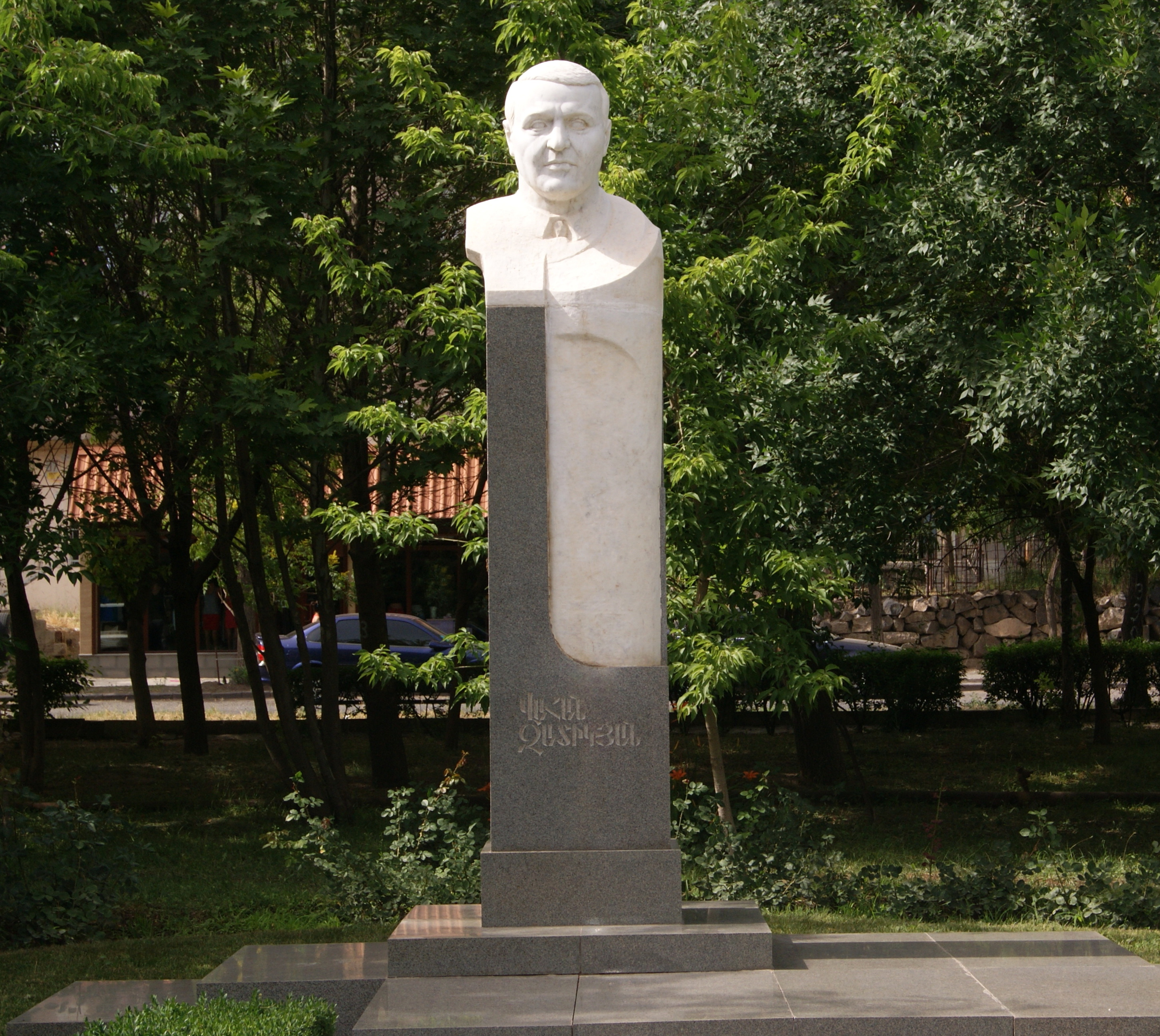